# Jun Kondō
Jun Kondō (近藤 淳 Kondō Jun'?,  nacido el 6 de febrero de 1930 - 11 de marzo de 2022) fue un físico teórico en Japón. Sus investigaciones son famosas por el efecto Kondo.

## Honores y nombramientos
- 1959 Doctor en Ciencia(Universidad de Tokio)
- 1959 Investigador Asociado, Universidad de Nihon
- 1960 Investigador Asociado, Instituto para la Física de Estado Sólido, Universidad de Tokio
- 1963 Científico Investigador, Laboratorio Electromecánico (ETL)
- 1984 Compañero, ETL (Nombramiento dual)
- 1990 Professor, Universidad de Toho
- 1995 Profesor Emeritus, Universidad de Toho
- 1997 Miembro de la Academia de Japón
- 2001-Ahora: Consejero Especial, Instituto Nacional de Ciencia y Tecnología Industrial Avanzados (AIST)

## Lista de libros disponibles en inglés
- Fermi surface effects : proceedings of the Tsukuba Institute, Tsukuba Science City, Japan, August 27-29, 1987 (1988)
- The Physics of Dilute Magnetic Alloys (Cambridge University Press, 2012) ISBN 978-1-107-02418-2